# نفق ميكانيكا الكم

تخلل موجة إلكترونية وانعكاسها على حاجز جهدي. وطبقا للميكانيكا التقليدية يظل الإلكترون محبوسا وراء الحاجز ولا يمكن ان يخرج من الحاجز طالما أن طاقته أقل من جهد الحاجز.

نفق ميكانيكا الكم أو النفق الكمومي (بالإنجليزية: Quantum Tunnelling) في الفيزياء، هي ظاهرة تخلل جسيم أولي لحاجز جهدي طبقًا لميكانيكا الكم، في حين أن الميكانيكا التقليدية لا تسمح له بالنفاذ حيث أن طاقته أقل من طاقة الوضع في الحاجز. وتلعب ظاهرة تخلل الحواجز الكمومية دورا رئيسيا في بعض الظواهر الطبيعية مثل النشاط الإشعاعي وتحلل بيتا وتحلل ألفا. وتستغل عمليا في أجهزة ديود نفقي ومجهر المسح النفقي.

ويعود تصور التخلل النفقي للجسيمات إلى أوائل القرن العشرين، إلا أن قبولها وإثباتها لم يتحقق إلى أواسط القرن، بعد نضوج ميكانيكا الكم.

## مقدمة
إذا وضعنا حبة بازلاء في كوب، في الميكانيكا الكلاسيكية لا يمكن للحبة أن تخرج من الكوب إلا إذا وصلت طاقة حركتها إلى حد تستطيع به عبور جدار الكوب فتخرج منه وتتحرر. ولكن عند النزول إلى مستوي الجسيمات الصغيرة، مثل الإلكترون والبروتون وجسيمات ألفا نجد أن الطبيعة تتغير وتعطي الأشياء شيئا من الحرية بحيث «تتخلل» الجدار وتتسرب إلى الخارج رغم أن طاقتها لا تكفي لعبور الجدار، أي تتصرف الجسيمات كما لوكانت تحفر نفقا في الجدار لتخرج منه. واستطاعت ميكانيكا الكم تفسير تلك الظاهرة. وقد بينت التجارب بعد ذلك أن تلك الظاهرة تنطبق أيضا على إمكانية تسرب الذرات عن طريق الأنفاق الكمومية، تلك هي الطبيعة التي تحكم المادة على المستوي الذري الصغير.
كان تصور الفيزيائيين في البدء لتفسير ظاهرة استطاعة الشحنات الصغيرة مثل جسيم ألفا الفرار من جهد النواة أنها تتخلل الحاجز الجهدي إلى الخارج، حيث أن طاقتها أقل من «ارتفاع» الجهد. مثال من الميكانيكا الكلاسيكية: نفترض حجرا تحت جبل، لكي يصل إلى الناحية الأخرى من الجبل لا بد من حصول الحجر على طاقة (أو سرعة) تمكنه من صعود الجبل والهبوط من الناحية الأخرى، والتفسير الحديث يقول أنه نظرا لمبدأ عدم التأكد ({\displaystyle \Delta E\Delta t\gtrsim h\quad \quad \quad })
فإن جسيم ألفا رغم أن طاقته لا تكفي لتعدية جهد النواة يوجد له احتمال صغير أن يحصل على طاقة (ΔE) أعلى من جهد النواة لمدة زمنية صغيرة (Δt)، وفي أثناء تلك الفترة «يقفز» ويتعدى جهد النواة ويخرج منها.

## تحلل ألفا

التخلل النفقي : إلى اليسار، داخل النواة، وإلى اليمين خارج النواة. طاقة الجسيم المتسرب لا تتغير، والذي يتغير هو مطال الموجة الكمومية له وهو ينقص في الخارج (وبالتالي ينقص احتمال سريان التسرب).

يرجع تحلل ألفا للمواد المشعة تلقائيا مثل تحلل اليورانيوم عن طريق إطلاق جسيم ألفا. فطبقا للفيزياء الكلاسيكية لا يسمح لجسيم ألفا الخروج من النواة الذرية لأن قوة تجاذب التآثر القوي عالية. ولكن يحدث أن يتخلل جسيم ألفا بظاهرة التأثير النفقي  وهو تأثير له احتمال في الحدوث، ويتسرب خارج نواة اليورانيوم. وتستطيع ميكانيكا الكم حساب عمر النصف لليورانيوم، وللعناصر المشعة الأخرى.
وتفسر ميكانيكا الكم  أن الدالة الموجية لجسيم ألفا تستطيع التسرب من حاجز الطاقة للنواة، حيث يوجد احتمال إلى حد ما لوجود جسيم ألفا الموجب الشحنة خارج النواة، عندئذ يخرج منها ويغادرها بدون رجعة، لأن النواة نفسها تحمل شحنة موجبة.

## مجهر مسح نفقي
اخترع المجهر الماسح النفقي STM من جيرد بينيج وهاينريخ روهرير بغرض تصوير الذرات المنفردة على سطح معدن.
وكان عام 1981 قفزة كبيرة للتمكن من تصوير ذرة بمفردها لمواد مختلفة. ويستخدم المجهر الماسح النفقي ظاهرة الحساسية الكبيرة للتخلل النفقي الكمومي للمسافة، حيث يتزايد احتمال حدوث التخلل النفقي طبقا للدالة الأسية الطبيعية كلما صغرت المسافة.
فعندما يقترب سن المجهر بالقرب من السطح الموصل بجهد كهربي فمن الممكن قياس المسافة بين السن وسطح العينة عن طريق قياس تيار الإلكترونات بين السن والسطح.
وتوجد ظاهرة الكهرباء الانضغاطية وهي ظاهرة تخص بعض الأجسام والبلورات تتغير مقاييسها عند مرور تيار كهربائي فيها.
وباستخدام قضيب له خاصية الانضغاطية الكهربائية لتشكيل سن المجهر الماسح النفقي فأمكن ضبط المسافة بين السن والسطح بحيث يصبح تيار الإلكترونات النفقي بينهما ثابتا. وبذلك يمكن تسجيل تغير الجهد الكهربي الموصل بالقضيب الانضغاطي الكهربائي واستخدامه لتصوير السطح الموصل.
وصلت دقة المجهرات الماسحة النفقية الحديثة حاليا إلى دقة تصل إلى 0.001 نانو متر، أي نحو 1% من قطر الذرة.

## النفق الكمومي والحياة
لا يستطيع بروتونان الاتحاد مع بعضهما البعض في ظروف عادية من درجة الحرارة والضغط لتكوين الهيدروجين بسبب أن كل منهما له شحنة موجبة تجعل البروتونين يتنافران. ولك في ظروف مثل قلب الشمس حيث تصل درجة الحرارة إلى نحو 15 مليون كلفن فيوجد احتمال صغير لكي يصطدم بروتونين مع بعضهما البعض ويتجاوزا جهد التنافر بينهما ويلتحمان ليكونا نواة الهيليوم. بل يلزم اصطدام ثلاث بروتونات على الأقل أو أربع لتخليق الهيليوم حيث يتحول البروتون الثالث والرابع إلى نيوترون أو نيوترونين وبذلك يتكون الهيليوم. واحتمال تصادم 3 أو 4 بروتونات في قلب الشمس عند درجة حرارة نحو 15 مليون كلفن تعادل 1 على 1018 ، وهو احتمال صغير جدا. ومع ذلك فيكفي أن تولد الشمس طاقتها التي تشعها فيصل منها إلى الأرض على شكل طيفا ضوئي تناسب طاقته وحرارته نشأة الحياة عليها.
نجد في الرصد الفلكي نجوما أكثر كتلة من الشمس وتكون درجة حرارة لبها الداخلي أعلى آلاف المرات من درجة حرارة لب الشمس، فهي تصل أحيانا مليارات الكلفن. عند تلك الدرجة الحرارية العالية يتم اصطدام البروتونات فيها بمعدل أسرع كثيرا عن معدله في الشمس. وتنتج عنه أشعة في نطاق طيف الأشعة السينية وأشعة فوق بنفسجية لا تساعد على نشأة الحياة فهي تضر بهذه الأخيرة وتفني الكائنات الحية نظرا لشدتها وتأثيرها على الكائنات الحية. علاوة على ذلك فإن سرعة سريان التحام البروتونات في درجات حرارة تصل إلى مليارات درجة في نجم عملاق تجعل النجم يستهلك ما في حوزته من الهيدروجين سريعا فينتهي عمره خلال عدة مئات الملايين من السنين، وهو وقت قصير جدا (بالنسبة لعمر النجوم) ولا يساعد على نشأة الحياة من جديد.

## اقرأ أيضا
- مبدأ عدم التأكد
- تحلل ألفا
- حالة قاعية
- حالة إثارة
- معامل لاندي
- تأثير هارتمان

## وصلات خارجية
- ميكانيكا الكم (موسوعة ستانفورد للفلسفة)